# Astidamia
D'acord amb la mitologia grega, Astidamia (en grec antic Ἀστυδάμεια) va ser una filla d'Amíntor, rei dels dòlops.
Tingué relacions amb Heracles i alguns li atribueixen la maternitat de Tlepòlem. Una tradició parla d'un fill d'Hèracles i Astidamia (o bé Astíoque), Tèssal, que seria germà de Tlepòlem.